# Пројекат 23000Е Шторм
Пројекат 23000Е „Шторм” је пројекат вишенаменског носача авиона тешке категорије, на чијем развоју за руску ратну морнарицу тренутно ради Крилов државни истраживачки центар. Цена развоја нове класе носача процењује на између 1,8 и 5,6 милијарди америчких долара, и трајаће десет година. Носач би требало да уђе у употребу са Северном флотом руске ратне морнарице. У развој је укључен и пројектантски биро Невски.